# Verzweigung Rheinfelden
De Verzweigung Rheinfelden is een knooppunt in Zwitserland. Op dit knooppunt bij Rheinfelden sluit de A3 vanaf de Duitse grens aan op de A861 richting Duitsland.

## Configuratie
Het knooppunt is een half-sterknooppunt.
| Aansluitende wegen | Aansluitende wegen | Aansluitende wegen   | Aansluitende wegen | Aansluitende wegen |
| ------------------ | ------------------ | -------------------- | ------------------ | ------------------ |
|                    |                    | richting Rheinfelden |                    |                    |
|                    |                    |                      |                    |                    |
| richting Basel     | richting Zürich    |                      |                    |                    |
|                    |                    |                      |                    |                    |
|                    |                    |                      |                    |                    |